# سارا بلاسكو
سارة بلاسكو (Sarah Blasko) من مواليد 23 سبتمبر 1976.هي مغنية و كاتبة أغاني و منتجة موسيقية أسترالية .

## روابط خارجية
- سارا بلاسكو على موقع ميوزك برينز (الإنجليزية)
- سارا بلاسكو على موقع أول ميوزيك (الإنجليزية)
- سارا بلاسكو على موقع ديسكوغز (الإنجليزية)